# Einsiedeln

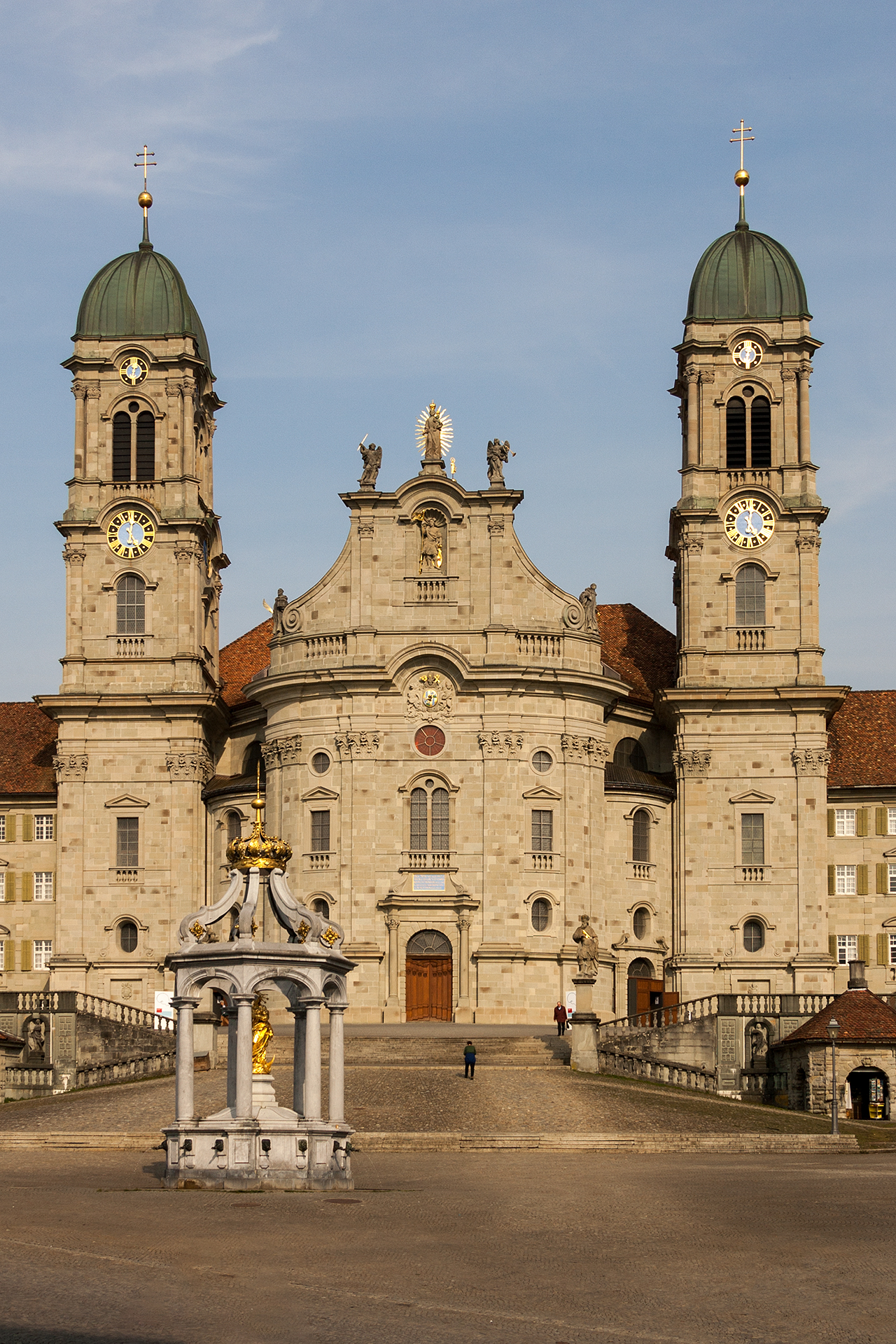
Klostret i Einsiedeln.

Einsiedeln är en ort och kommun i distriktet Einsiedeln i kantonen Schwyz i Schweiz. Kommunen har 16 464 invånare (2023). Orten är känt för sitt Benediktinerkloster, Einsiedelnklostret.
Kommunen består av orterna Bennau, Einsiedeln, Trachslau, Gross, Euthal, Willerzell och Egg. Insjön Sihlsee ligger i sin helhet i kommunen.
En majoritet (93,0 %) av invånarna är tyskspråkiga (2014). 70,5 % är katoliker, 9,7 % är reformert kristna och 19,8 % tillhör en annan trosinriktning eller saknar en religiös tillhörighet (2014).
| Ort        | Invånare 24 jan 2023 |
| ---------- | -------------------- |
| Einsiedeln | 10 149               |
| Gross      | 1 420                |
| Trachslau  | 1 190                |
| Willerzell | 1 127                |
| Bennau     | 1 074                |
| Euthal     | 725                  |
| Egg        | 548                  |